# Anapausis inermis
Anapausis inermis är en tvåvingeart som först beskrevs av Johannes Friedrich Ruthe 1831.  Anapausis inermis ingår i släktet Anapausis och familjen dyngmyggor. Inga underarter finns listade i Catalogue of Life.